# リンゴット

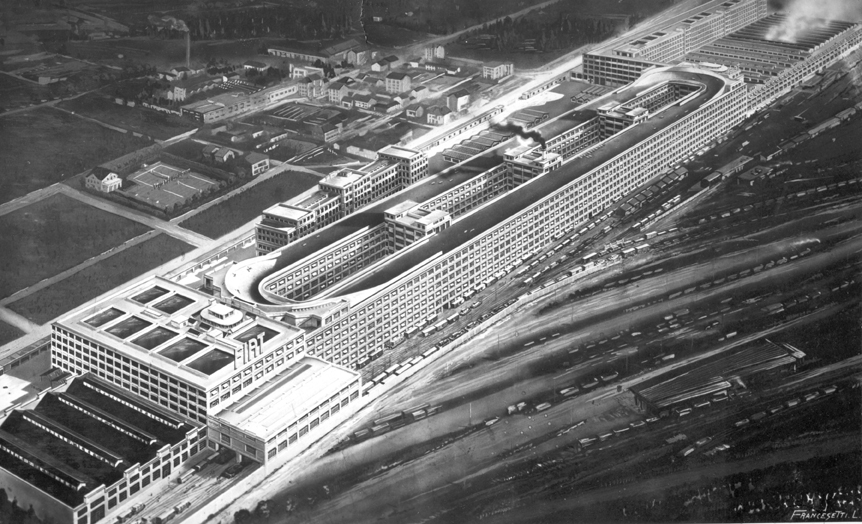
1928年頃のフィアット・リンゴット工場全景

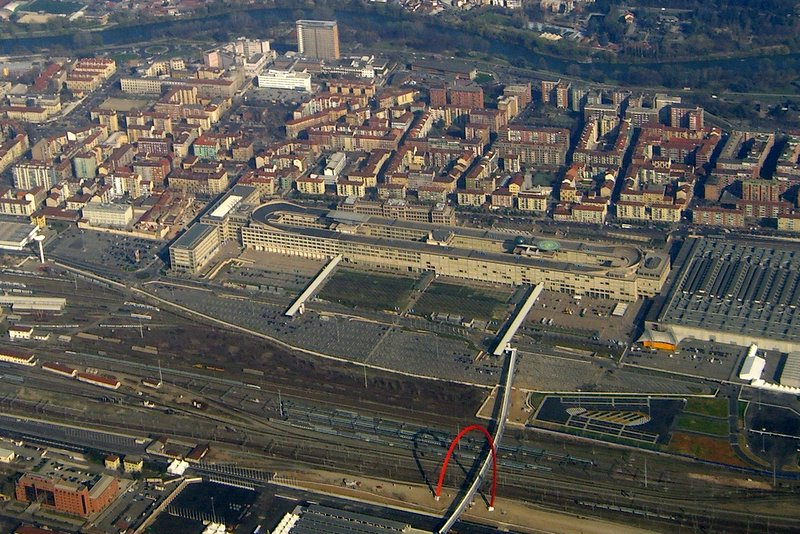
リンゴット全景
両端にバンクを持つ、屋上のテストコースの様子がわかる

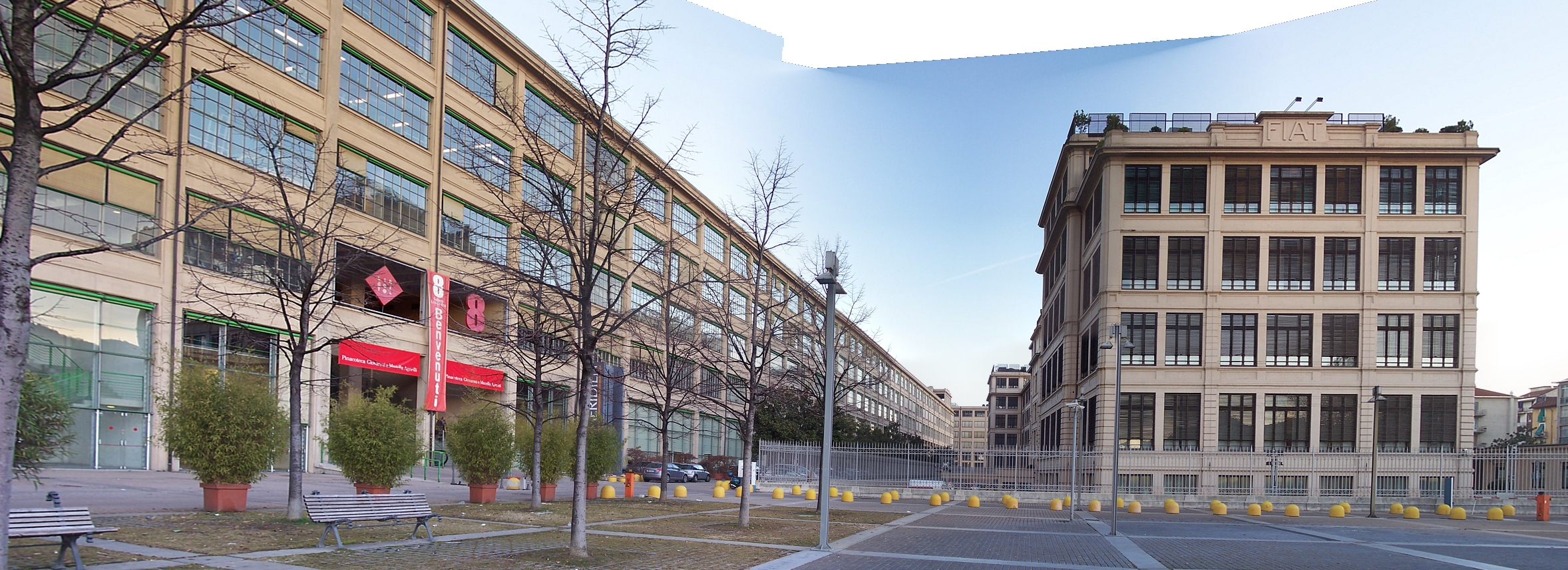
リンゴット地上部分

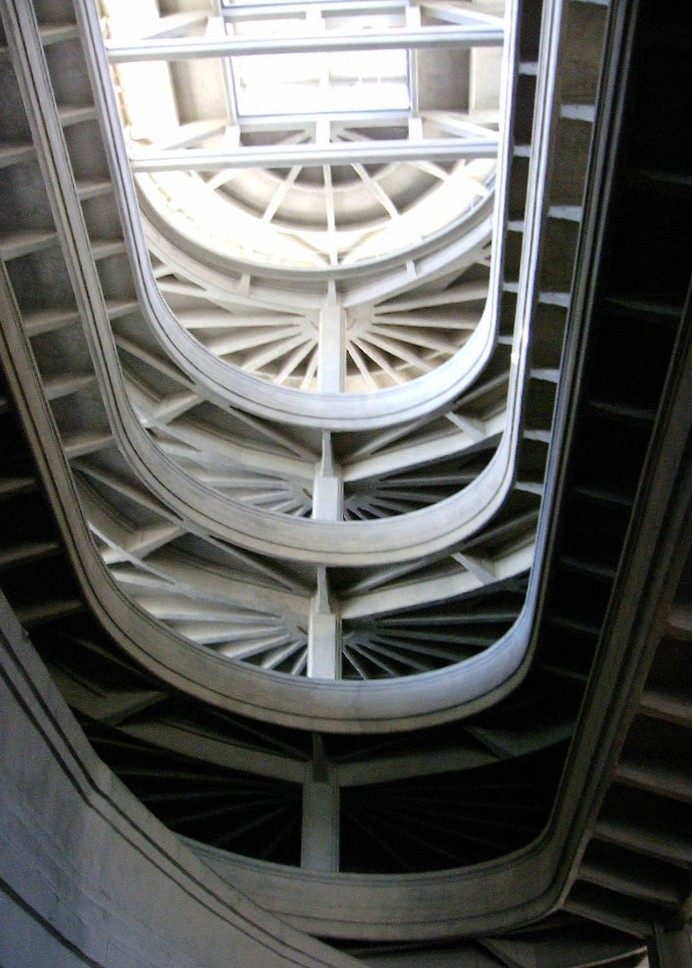
建設以来変わらないリンゴットの内部空間
多数の「リブ」が美しい、螺旋状のスロープを見上げる

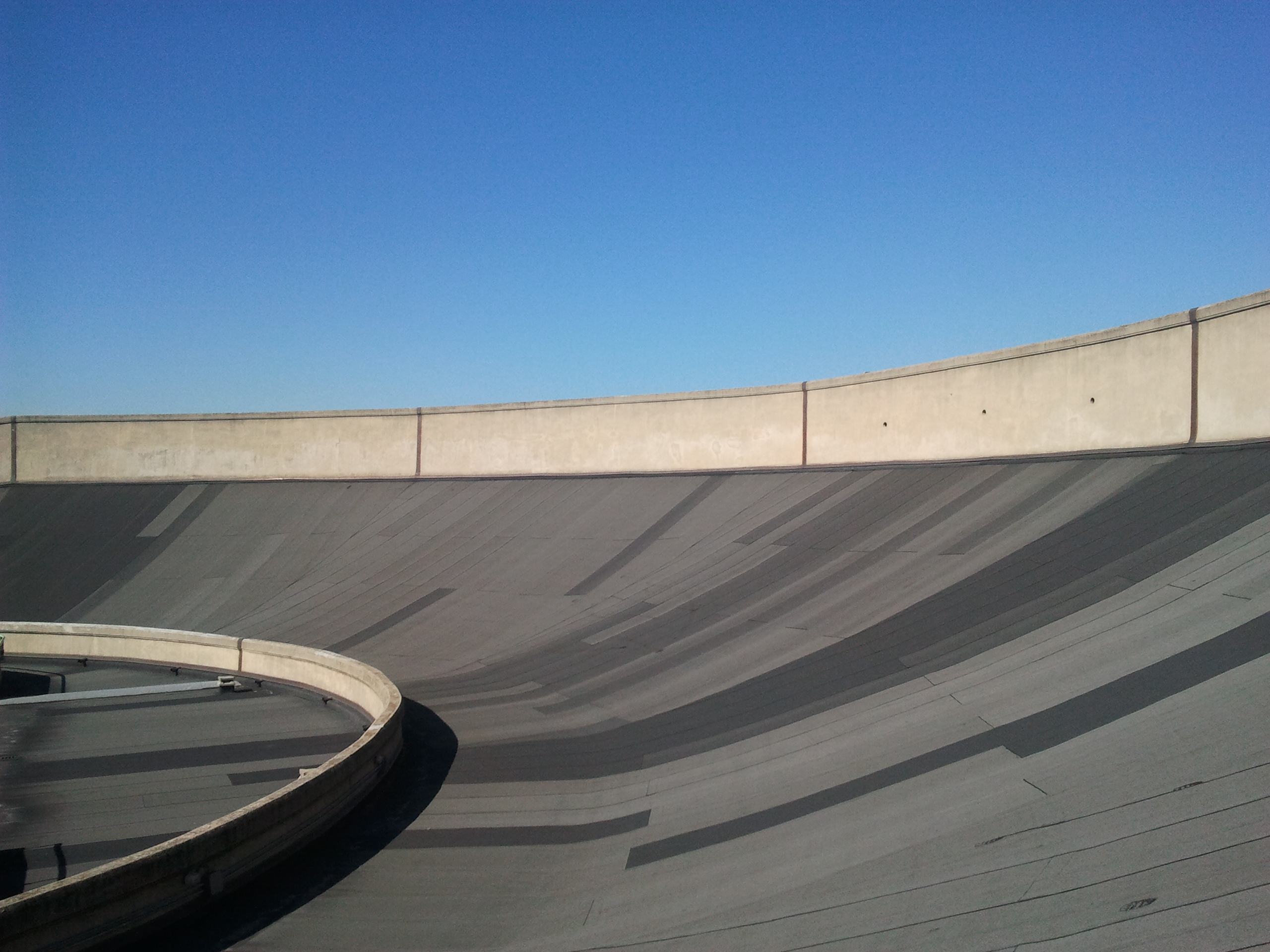
屋上のテストコースにも立ち入ることができる(2011年撮影)

リンゴット (Lingotto) は、イタリア・トリノの地区名。特にフィアットの巨大な自動車工場及びその跡地の文化商業施設群を指す。

## 沿革
1916年より建設が開始され、1923年に操業開始。フランス生まれのイタリア人、ジャコモ・マッテ・トゥルッコ (Giacomo Matté Trucco) の手になる設計が大変ユニークで、非常に長い生産ラインは、1階の原材料加工から始まり、組み立てが進むにつれて、螺旋状のスロープを昇り、5階建ての上階へと繋がっていた。さらに屋上には、その螺旋を反復するかたちで、楕円形のテストコースが設けられた。コースの長さは一周1,1kmもあり、両端のカーブはバンク（カント）となっている。他に高層建造物の無かった時代、屋上のテストコースは秘密保持にも適していた。敷地面積は40万平米で、当時、世界最大の工場といわれ、ル・コルビュジエは「産業界でもっとも印象的な風景」、「都市計画の手本」とまで言ったという。フィアット・トッポリーノも含む歴代80以上の車種がここで生産された。
1970年代に入り徐々に陳腐化が始まり、1982年には工場は閉鎖された。当時、工場の将来についてもさることながら、自動車産業自体をどう回復させるか議論があった。再開発計画の設計コンペが行われ、レンゾ・ピアノ (Renzo Piano) の案に決定、1989年には老朽化した工場が、コンサートホール、劇場、コンベンションセンター、ショッピングモール、ホテルの入った近代的な複合施設に生まれ変わった。
屋上のテストコースは、映画『ミニミニ大作戦（The Italian Job）』（1969年）に登場している。コース自体は屋上に現存しており、2020年のリニューアルからはLA PISTA 500という名称の観光施設となっている。
2006年トリノオリンピックでも会場の一つとなり、リンゴット工場の一部がメインプレスセンターとして使用されたほか、「オーバル・リンゴット」というスケート場が敷地内に建設され、スピードスケートの会場として使用された。

## 施設
リンゴットにはオフィスなどの他、下記の施設が含まれる。
- Centro Commerciale Lingotto - ショッピング・モール
- ジョヴァンニ & マレッラ・アニェッリ絵画館（Pinacoteca Giovanni e Marella Agnelli） - フィアットの元名誉会長ジャンニ・アニェッリとその妻の名が付けられた美術館。リンゴット最上階にあるガラス張りの部分も含む。
- NHトリノリンゴットコングレス - ホテル。建物東側に入居
- ダブルツリーバイヒルトン トリノリンゴット - ホテル。建物北側に入居。
- 映画館「パテ・リンゴット」（Pathé Lingotto）
- コングレス・センター（Centro Congressi Lingotto）
- オーバル・リンゴット（Oval Lingotto） - スケート場。9月にはAUTOECOを開催。

## 交通
- トリノ・リンゴット駅：イタリア国鉄傘下のトレニタリアの運行する中長距離列車が停車する。
- トリノ地下鉄リンゴット駅：2011年に開業。